# Кучерук, Ольга Олеговна
Ольга Олеговна Кучерук (20 августа 1997, Тюльган, Оренбургская область) — российская лыжница, чемпионка России, призёр чемпионата мира среди юниоров. Мастер спорта России.

## Биография
Занимается лыжным спортом с шести лет. По состоянию на середину 2010-х годов представляла Самарскую область (г. Тольятти), позднее — Тюменскую область и спортивное общество «Динамо». Тренеры — Игорь Владимирович Пачин, Валентин Дмитриевич Литвинцев, Юрий Валентинович Яновский.
Становилась призёром соревнований российского уровня в младших возрастах. В том числе в 2020 году — чемпионка среди 23-летних в спринте и гонке на 15 км, бронзовый призёр в эстафете; в 2019 году — серебряный призёр в спринте. В 2017 году среди 20-летних серебряный призёр в спринте и скиатлоне, бронзовый призёр в гонке на 5 км; в 2016 году — серебряный призёр в гонке на 30 км.
Победительница Европейского юношеского олимпийского фестиваля 2015 года (Лихтенштейн) в спринте и смешанной эстафете, серебряный призёр в гонке на 5 км, также заняла восьмое место в гонке на 7,5 км. Бронзовый призёр чемпионата мира среди юниоров 2016 года (Румыния) в эстафете, на этом же турнире заняла седьмое место в гонке на 5 км, 22-е — в спринте и 23-е — в гонке на 10 км. На чемпионате мира среди юниоров 2017 года в США заняла 10-е место в спринте.
На уровне чемпионата России завоевала золотую медаль в 2018 году в эстафете в составе сборной Тюменской области. Призёр этапов Кубка России, победительница и призёр чемпионата Уральского ФО, победительница соревнований «Красногорская лыжня».
В сезоне 2019/20 принимала участие в четырёх этапах Кубка мира, стартовала только в спринте. Единственный раз пробилась через квалификацию на этапе в Фалуне в феврале 2020 года, заняв в итоге 30-е место.